# Saut en longueur féminin aux Jeux olympiques d'été de 1964
Navigation
Rome 1960 Mexico 1968
L'épreuve du saut en longueur féminin aux Jeux olympiques de 1964 s'est déroulée le 14 octobre 1964 au Stade olympique national de Tokyo, au Japon.  Elle est remportée par la Britannique Mary Rand.

## Résultats

### Finale
| Rang               | Athlète                | Pays                       | Essais | Essais | Essais | Essais         | Essais         | Essais         | Marque | Notes |
| Rang               | Athlète                | Pays                       | 1      | 2      | 3      | 4              | 5              | 6              | Marque | Notes |
| ------------------ | ---------------------- | -------------------------- | ------ | ------ | ------ | -------------- | -------------- | -------------- | ------ | ----- |
| Médaille d'or      | Mary Rand              | Grande-Bretagne            | 6,59   | 6,56   | 6,57   | 6,63           | 6,76           | 6,61           | 6,76   | WR    |
| Médaille d'argent  | Irena Kirszenstein     | Pologne                    | 5,86   | 6,43   | 6,56   | 6,03           | 6,60           | x              | 6,56   |       |
| Médaille de bronze | Tatyana Shchelkanova   | Union soviétique           | 6,21   | 6,09   | 6,42   | 6,34           | 6,39           | x              | 6,42   |       |
| 4                  | Ingrid Becker          | Équipe unifiée d’Allemagne | 5,97   | 6,24   | 6,34   | 6,25           | 6,38           | 6,40           | 6,40   |       |
| 5                  | Viorica Viscopoleanu   | Roumanie                   | x      | 6,35   | x      | 6,32           | x              | 6,32           | 6,35   |       |
| 6                  | Diana Yorgova          | Bulgarie                   | 6,24   | 6,01   | 6,21   | -              | 5,63           | 6,06           | 6,24   |       |
| 7                  | Hildrun Claus          | Équipe unifiée d’Allemagne | 6,06   | 6,24   | 6,04   | Non qualifiées | Non qualifiées | Non qualifiées | 6,24   |       |
| 8                  | Helga Hoffmann         | Équipe unifiée d’Allemagne | 6,03   | 6,23   | x      | Non qualifiées | Non qualifiées | Non qualifiées | 6,23   |       |
| 9                  | Berit Berthelsen       | Norvège                    | 6,19   | x      | 6,03   | Non qualifiées | Non qualifiées | Non qualifiées | 6,19   |       |
| 10                 | Tatyana Talysheva      | Union soviétique           | 6,18   | 6,04   | 6,03   | Non qualifiées | Non qualifiées | Non qualifiées | 6,18   |       |
| 11                 | Aida Chuyko            | Union soviétique           | 6,13   | 5,53   | x      | Non qualifiées | Non qualifiées | Non qualifiées | 6,13   |       |
| 12                 | Willye White           | États-Unis                 | 5,90   | 5,65   | 6,07   | Non qualifiées | Non qualifiées | Non qualifiées | 6,07   |       |
| 13                 | Sheila Parkin-Sherwood | Grande-Bretagne            | 4,77   | x      | 6,04   | Non qualifiées | Non qualifiées | Non qualifiées | 6,04   |       |
| 14                 | Maria Vittoria Trio    | Italie                     | x      | 5,98   | 5,82   | Non qualifiées | Non qualifiées | Non qualifiées | 5,98   |       |
| 15                 | Johanna Bijleveld      | Pays-Bas                   | 5,77   | 5,88   | 5,93   | Non qualifiées | Non qualifiées | Non qualifiées | 5,93   |       |
| 16                 | Oddrun Hokland         | Norvège                    | 5,54   | 5,61   | 5,68   | Non qualifiées | Non qualifiées | Non qualifiées | 5,68   |       |
| 17                 | Alix Jamieson          | Grande-Bretagne            | 5,64   | 5,65   | -      | Non qualifiées | Non qualifiées | Non qualifiées | 5,65   |       |